# Kanton Beausoleil
Beausoleil is een kanton van het Franse departement Alpes-Maritimes. Het kanton maakt deel uit van het arrondissement Nice.
Het kanton omvatte tot 2014 uitsluitend de gemeente Beausoleil.
Bij de herindeling van de kantons door het decreet van 24 februari 2014, met uitwerking op 22 maart 2015, werden alle gemeenten van het opgeheven kanton Villefranche-sur-Mer aan het kanton toegevoegd, namelijk:
- Beaulieu-sur-Mer
- Cap-d'Ail
- Èze
- Saint-Jean-Cap-Ferrat
- La Turbie
- Villefranche-sur-Mer